# Lespedeza dwubarwna
Lespedeza dwubarwna (Lespedeza bicolor) – gatunek dekoracyjnego krzewu z rodziny bobowatych. Występuje w północno-wschodnich Chinach, w Korei, wschodniej Syberii i Japonii. 

## Morfologia
PokrójKrzew osiągający do 3 m wysokości. Gałęzie łukowato przewisające.
LiścieTrójlistkowe na długich ogonkach, opadające na zimę.
KwiatyNiewielkie, różowopurpurowe z białym odcieniem, zebrane w duże wiechowate kwiatostany, wyrastające z kątów liści oraz wierzchołków pędów. Kwitnienie jest bardzo obfite, od końca lipca do jesiennych przymrozków.
OwoceJednonasienne strąki.

## Biologia i ekologia
Roślina miododajna. Nie ma większych wymagań odnośnie do gleby, nie toleruje stanowisk zbyt wilgotnych. Gatunek nie jest całkowicie odporny na mróz i w uprawie w Polsce środkowej i wschodniej może przemarzać do powierzchni ziemi. Możliwa uprawa w strefach 4-7.

## Uprawa
Wymaga ciepłych, słonecznych i osłoniętych stanowisk oraz okrywania podstawy krzewu na zimę. Można go jednak traktować jak bylinę, gdyż co roku kwitnie obficie na jednorocznych pędach, które wyrastają u podstawy rośliny. Zaleca się więc przycinanie roślin przy ziemi na wiosnę.